# Enhypen
Enhypen (koreanisch 엔하이픈; RR: Enhaipeun; stilisiert ENHYPEN) ist eine südkoreanische Boygroup der vierten K-Pop-Generation. Sie wurde 2020 von BE:LIFT Lab, einem Joint Venture zwischen CJ E&M und Hybe Corporation, in der Survival-Show I-Land gegründet und besteht aus sieben Mitgliedern. Sie debütierten am 30. November 2020 mit der EP Border: Day One. Der offizielle Fanclub-Name lautet Engene.

## Name
Der Name der Band, Enhypen, wurde während der Live-Übertragung der finalen Folge von I-Land bekannt gegeben. Er leitet sich von dem Wort „hyphen“ (englisch für Bindestrich) ab. Ähnlich wie ein Bindestrich verschiedene Wörter verbindet, um eine neue Bedeutung zu schaffen, wollen sich die Mitglieder von Enhypen zusammenschließen, sich gegenseitig kennenlernen und zusammenwachsen.
Enhypens Fanclub nennt sich ENGENE (엔진; RR: Enjin), was sich aus den Wörtern „engine“ (englisch für Motor) und „gene“ (englisch für Gen) zusammensetzt. Dieser Name soll signalisieren, dass die Fans ihre Band wachsen lassen und sie immer weiter antreiben und dass sie dieselbe DNA teilen, die sie verbindet und zusammenwachsen lässt.

## Bandgeschichte

### Vor dem offiziellen Debüt

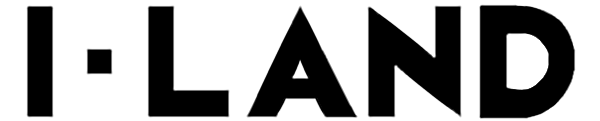
Das Logo von I-Land.

Im März 2019 begannen Auditions für männliche Trainees, die zwischen 1997 und 2008 geboren wurden, unter anderem in Seoul, den Vereinigten Staaten, Taiwan und Japan.
Am 8. Mai 2020 kündigte der Fernsehsender Mnet die Survival-Show I-Land an, die „den Prozess der Geburt der nächsten Generation von K-Pop-Künstlern verfolgt“. Die Show wurde vom 26. Juni bis 18. September 2020 wöchentlich auf Mnet ausgestrahlt und international über den YouTube-Kanal der Hybe Labels (früher Big Hit Labels) veröffentlicht. 12 Kandidaten aus dem ersten Teil schafften es in den zweiten Teil der Serie. In der letzten Folge der Show wurden sieben Mitglieder aus den neun Finalisten ausgewählt, wobei sechs durch das globale Ranking und das letzte Mitglied, Sunoo, durch die Produzenten entschieden wurden.
Heeseung, Jay, Jake, Sunghoon, Sunoo, Jungwon und Ni-ki bildeten so die Band Enhypen.

### 2020: Debüt mitBorder: Day One
Nach der Veröffentlichung zweier Trailer im Oktober 2020 gab Belift Lab am 28. Oktober bekannt, dass Enhypen am 30. November 2020 ihre Debüt-EP Border: Day One veröffentlichen werden.
Am 4. November wurde bekannt gegeben, dass die Vorbestellungen für das Album innerhalb von zwei Tagen 150.000 Exemplare überschritten hatten. Bis zum 21. November wurde es mehr als 300.000 mal vorbestellt.
Die EP Border: Day One und die Leadsingle „Given-Taken“ wurden am 30. November 2020 veröffentlicht.
Am 4. Dezember 2020 gaben Enhypen mit dem Song Given-Taken ihr Debüt bei KBS' Music Bank.
Die EP debütierte auf Platz zwei der südkoreanischen Gaon Album Charts und wurde mit 318.528 verkauften Exemplaren an einem Tag zum meistverkauften Album einer K-Pop Gruppe, die im Jahr 2020 debütierte. Mit über 71.000 verkauften Exemplaren in Japan stieg es außerdem auch auf Platz zwei der Oricon Album Charts ein. Weniger als zwei Wochen nach ihrem Debüt gewann die Gruppe den Next Leader Award bei den The Fact Music Awards. Im Februar 2021 erhielt Border: Day One eine Platin-Zertifizierung von der Korea Music Content Association (KMCA).

### 2021–heute:Border: Carnival
Am 5. April 2021 wurde mit der Veröffentlichung eines Trailers namens „Intro : The Invitation“ ihre zweite Extended Play Border: Carnival für den 26. April angekündigt. Am 8. April wurde bekannt, dass das Album innerhalb drei Tagen bereits über 370.000 mal vorbestellt wurde, bis zum 10. April über 400.000 mal.

## Mitglieder
| Name          | Geburtsname            | Geburtstag (Alter)     | Geburtsort | Position                             |
| ------------- | ---------------------- | ---------------------- | ---------- | ------------------------------------ |
| Jungwon 정원  | Yang Jung-won 양정원   | 9. Februar 2004 (21)   | Seoul      | Team leader Lead-Vocal, Dance        |
| Heeseung 희승 | Lee Hee-seung 이희승   | 15. Oktober 2001 (23)  | Uiwang     | Main Vocal                           |
| Jay 제이      | Jay Park a             | 20. April 2002 (23)    | Seattle    | Dance, Main Rap                      |
| Jake 제이크   | Jake Sim b 제이크 심   | 15. November 2002 (22) | Seoul      | Sub Vocal, Dance, Lead Rap           |
| Sunghoon 성훈 | Park Sung-hoon 박성훈  | 8. Dezember 2002 (22)  | Cheonan    | Vocal, Lead Dance, Sub Rap           |
| Sunoo 선우    | Kim Sun-woo 김선우     | 24. Juni 2003 (22)     | Suwon      | Second Main Vocal, Dance, Sub Rapper |
| Ni-ki 니키    | Nishimura Riki 西村 力 | 9. Dezember 2005 (19)  | Okayama    | Main Dance                           |

## Diskografie
Studioalben

| Jahr | Titel Musiklabel                                    | Höchstplatzierung, Gesamtwochen, AuszeichnungChartplatzierungen (Jahr, Titel, Musiklabel, Platzierungen, Wochen, Auszeichnungen, Anmerkungen) | Höchstplatzierung, Gesamtwochen, AuszeichnungChartplatzierungen (Jahr, Titel, Musiklabel, Platzierungen, Wochen, Auszeichnungen, Anmerkungen) | Höchstplatzierung, Gesamtwochen, AuszeichnungChartplatzierungen (Jahr, Titel, Musiklabel, Platzierungen, Wochen, Auszeichnungen, Anmerkungen) | Höchstplatzierung, Gesamtwochen, AuszeichnungChartplatzierungen (Jahr, Titel, Musiklabel, Platzierungen, Wochen, Auszeichnungen, Anmerkungen) | Höchstplatzierung, Gesamtwochen, AuszeichnungChartplatzierungen (Jahr, Titel, Musiklabel, Platzierungen, Wochen, Auszeichnungen, Anmerkungen) | Höchstplatzierung, Gesamtwochen, AuszeichnungChartplatzierungen (Jahr, Titel, Musiklabel, Platzierungen, Wochen, Auszeichnungen, Anmerkungen) | Höchstplatzierung, Gesamtwochen, AuszeichnungChartplatzierungen (Jahr, Titel, Musiklabel, Platzierungen, Wochen, Auszeichnungen, Anmerkungen) | Anmerkungen                                                   |
| Jahr | Titel Musiklabel                                    | DE | AT | CH | UK | US | JP | KR | Anmerkungen                                                   |
| ---- | --------------------------------------------------- | --- | --- | --- | --- | --- | --- | --- | ------------------------------------------------------------- |
| 2021 | Dimension: Dilemma Belift Lab (Genie Music)         | DE8 (4 Wo.)DE | AT8 (3 Wo.)AT | CH33 (3 Wo.)CH | UK81 (1 Wo.)UK | US11 (3 Wo.)US | JP1 Gold · (11 Wo.)JP | KR1 Diamant · (… Wo.)KR | Erstveröffentlichung: 12. Oktober 2021 Verkäufe: + 1.100.000  |
| 2022 | Dimension: Answer Belift Lab (Genie Music)          | DE14 (16 Wo.)DE | AT18 (1 Wo.)AT | CH21 (5 Wo.)CH | — | US14 (3 Wo.)US | JP1 Gold · (6 Wo.)JP | KR1 ×3Dreifachplatin · (… Wo.)KR | Erstveröffentlichung: 10. Januar 2022 Verkäufe: + 850.000     |
| 2022 | Sadame Belift Lab (Genie Music)                     | — | — | CH79 (1 Wo.)CH | — | — | JP1 Platin · (111 Wo.)JP | — | Erstveröffentlichung: 25. Oktober 2022 Verkäufe: + 250.000    |
| 2024 | Romance: Untold Belift Lab (Genie Music)            | DE4 (10 Wo.)DE | AT2 (8 Wo.)AT | CH11 (6 Wo.)CH | — | US2 (19 Wo.)US | JP1 Platin · (4 Wo.)JP | KR1 ×2Doppeldiamant + Doppelplatin (Weverse) · (… Wo.)KR                                                                                      | Erstveröffentlichung: 12. Juli 2024 Verkäufe: + 2.750.000     |
| 2024 | Romance: Untold -Daydream- Belift Lab (Genie Music) | — | — | — | — | — | JP1 Platin · (5 Wo.)JP | KR1 Diamant · (… Wo.)KR | Erstveröffentlichung: 11. November 2024 Verkäufe: + 1.250.000 |

## Filmografie

### Fernsehen
| Jahr | Titel      | ausgestrahlt auf | Anmerkungen                                            | Ref.   |
| ---- | ---------- | ---------------- | ------------------------------------------------------ | ------ |
| 2020 | I-Land     | Mnet             | Survival-Show von CJ E&M und Hybe, 12 Folgen           | [ 23 ] |
| 2021 | Playground | JTBC2            | Mit TXT; Lunar New Year Special Variety Show, 2 Folgen | [ 24 ] |

### Online-Shows
| Jahr       | Titel        | ausgestrahlt auf | Anmerkungen                                  | Ref.   |
| ---------- | ------------ | ---------------- | -------------------------------------------- | ------ |
| 2020–heute | Enhypen & Hi | Mnet, YouTube    | Reality-Show basierend auf Enhypen, 4 Folgen | [ 25 ] |

### Radio
| Jahr | Titel                        | ausgestrahlt auf           | Anmerkungen | Ref.   |
| ---- | ---------------------------- | -------------------------- | ----------- | ------ |
| 2020 | Enhypen’s All Night Nippon X | Nippon Broadcasting System | DJs         | [ 26 ] |

## Auszeichnungen
| Jahr | Preisverleihung         | Kategorie                         | Empfänger          | Ergebnis  | Ref.   |
| ---- | ----------------------- | --------------------------------- | ------------------ | --------- | ------ |
| 2020 | The Fact Music Awards   | Next Leader Award                 | Enhypen            | Gewonnen  | [ 27 ] |
| 2021 | Golden Disc Awards      | Rookie Artist of the Year         | Enhypen            | Gewonnen  | [ 28 ] |
| 2021 | Golden Disc Awards      | Curaprox Popularity Award         | Enhypen            | Nominiert |        |
| 2021 | Golden Disc Awards      | QQ Music Popularity Award         | Enhypen            | Nominiert |        |
| 2021 | Gaon Chart Music Awards | New Artist of the Year - Physical | Border: Day One    | Gewonnen  | [ 29 ] |
| 2021 | Seoul Music Awards      | Rookie of the Year                | Enhypen            | Gewonnen  | [ 30 ] |
| 2021 | Seoul Music Awards      | K-Wave Popularity Award           | Enhypen            | Nominiert |        |
| 2021 | Seoul Music Awards      | Popularity Award                  | Enhypen            | Nominiert |        |
| 2021 | The Fact Music Awards   | Artist of the Year                | Enhypen            | Gewonnen  | [ 31 ] |
| 2021 | Asia Artist Awards      | Best New Artist (Singer)          | Enhypen            | Gewonnen  | [ 32 ] |
| 2021 | Asia Artist Awards      | AAA Best Artist (Singer)          | Enhypen            | Gewonnen  | [ 32 ] |
| 2021 | Melon Music Awards      | Global Rising Artist              | Enhypen            | Gewonnen  | [ 33 ] |
| 2021 | Mnet Asian Music Awards | Best New Male Artist              | Enhypen            | Gewonnen  | [ 34 ] |
| 2021 | Mnet Asian Music Awards | Worldwide Fans’ Choice Top 10     | Enhypen            | Gewonnen  | [ 34 ] |
| 2022 | Golden Disc Awards      | Album Bonsang                     | Dimension: Dilemma | Gewonnen  | [ 35 ] |
| 2022 | Seoul Music Awards      | Bonsang                           | Enhypen            | Gewonnen  | [ 36 ] |
| 2022 | Seoul Music Awards      | Best Performance Award            | Enhypen            | Gewonnen  | [ 36 ] |
| 2022 | Gaon Chart Music Awards | World Rookie of the Year          | Enhypen            | Gewonnen  | [ 37 ] |